# USS Long Beach (CGN-9)
O USS Long Beach (CLGN-160/CGN-160/CGN-9) foi um cruzador de propulsão nuclear da marinha de guerra dos Estados Unidos. Ele foi o único navio de sua classe.
O USS Long Beach foi desenvolvido logo após a Segunda Guerra Mundial, construído no início da propulsão nuclear. Ele ficou em serviço por quarenta anos, sendo desativado em 1995 e levado ao estaleiro Puget Sound.